# György Szepesi

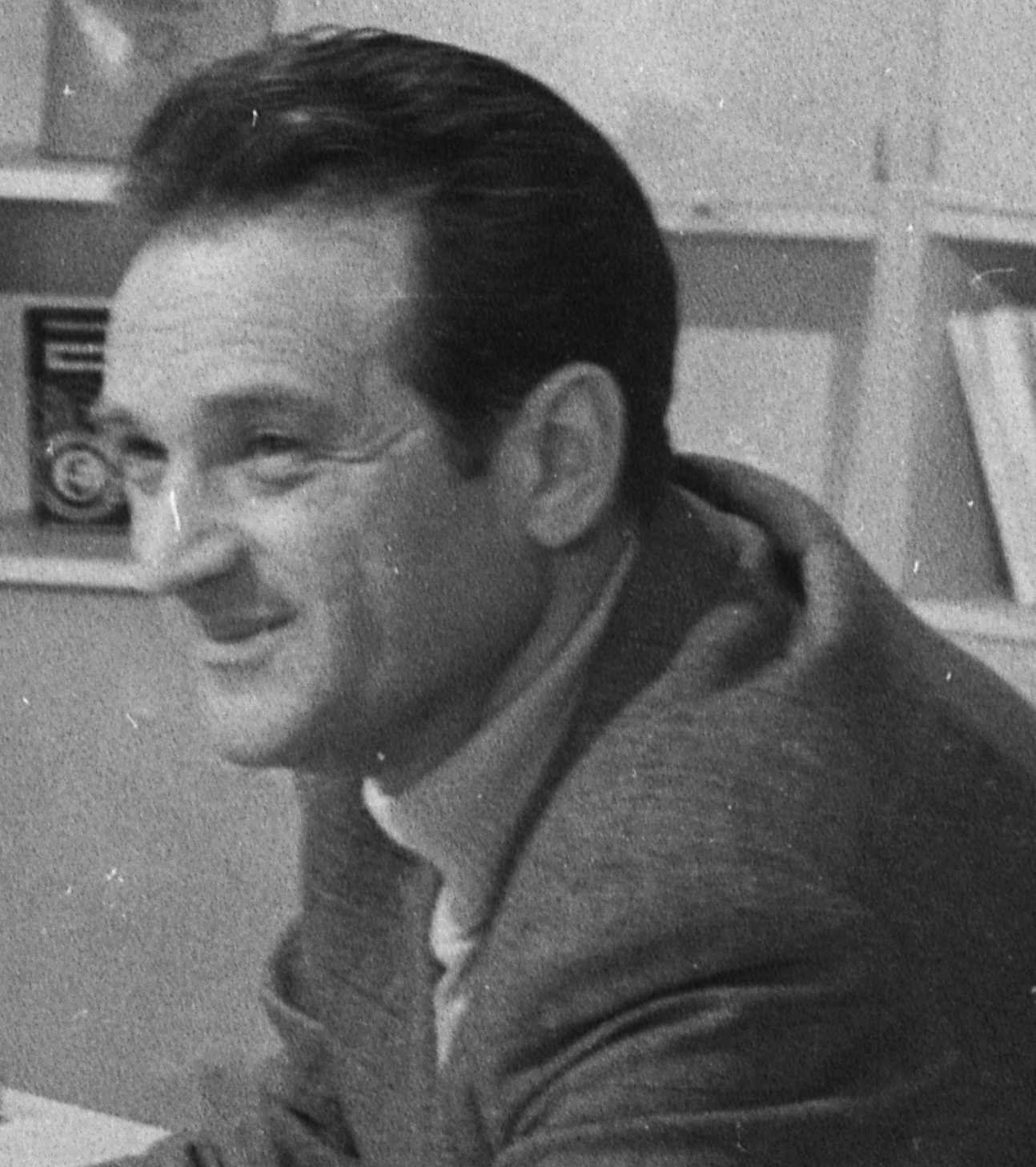
György Szepesi

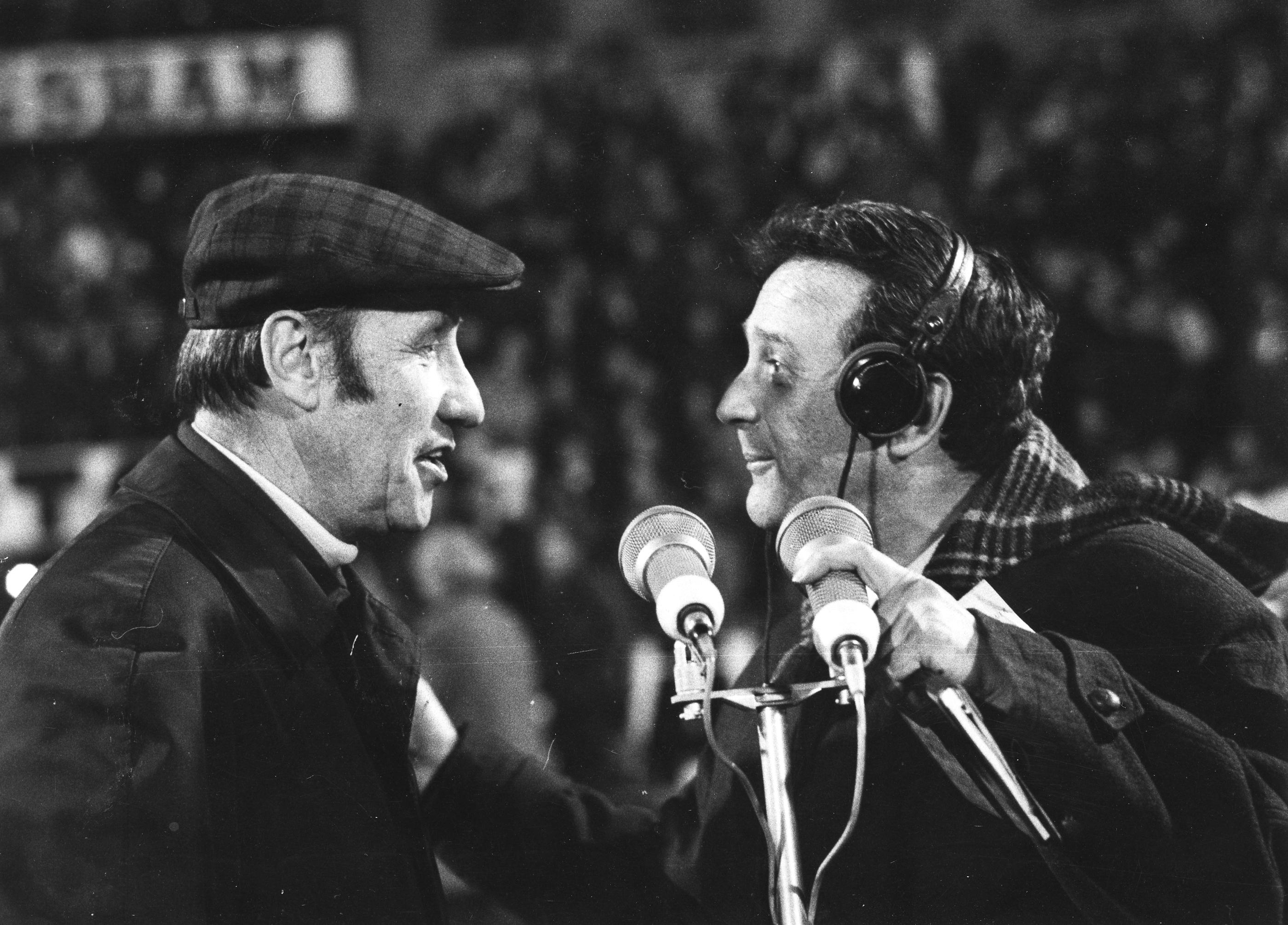
Szepesi im Interview mit Bundestrainer Helmut Schön (1972).

György Szepesi (* 5. Februar 1922 als György Friedländer in Budapest, Ungarn; † 25. Juli 2018 ebenda) war ein ungarischer Sportkommentator und XXII. Präsident des ungarischen Fußballverbandes (Magyar Labdarúgó Szövetség). Bekannt wurde unter dem Spitznamen „12. Spieler der Goldenen Elf“, da er deren Spiele kommentierte.

## Leben
Szepesi wurde 1922 als Jude in Budapest geboren. Er musste während des Zweiten Weltkriegs in Ostungarn und der Ukraine Zwangsarbeit leisten, wurde aber einen Tag vor der Machtübernahme der faschistischen Pfeilkreuzler im Oktober 1944 freigelassen. Sein Vater wurde ins KZ Buchenwald verschleppt, wo er im Februar 1945 starb. Szepesi magyarisierte seinen jüdisch klingenden Namen Friedländer in Szepesi angelehnt an Szepesváralja (heute Spišské Podhradie, Slowakei), den Geburtsort seines Vaters.
Ab seinem 23. Lebensjahr arbeitete er beim Ungarischen Radio (Magyar Rádió). Sein erstes Spiel kommentierte er am 20. August 1945, als die Ungarische Fußballnationalmannschaft gegen die österreichische spielte. Von da an kommentierte er jedes Spiel der „Goldenen Elf“, wie die Ungarische Nationalmannschaft nach ihm genannt wurde. Das bedeutendstes Spiel, welches Szepesi kommentierte, fand am 25. November 1953 in Wembley mit einem so nicht erwarteten 6:3 der Ungarn gegen England statt. Dieses Spiel wurde von Millionen ungarischen Fußball-Fans mit dem Radio verfolgt und ging als „Jahrhundertspiel“ in die Fußballgeschichte ein. Im Folgejahr wurde England erneut bezwungen, diesmal 7:1 in Budapest. Dies ist bis dato Englands höchste Niederlage. 1954 kommentierte er seine erste Fußball-Weltmeisterschaft. Ebenso den als „Wunder von Bern“ bekanntgewordenen Sieg Deutschlands im Endspiel gegen Ungarn am 4. Juli 1954 im Berner Wankdorfstadion.
Von 1967 bis 1975 war Szepesi der Vorsitzende des Gewerkschaftsausschusses des Ungarischen Radio, dessen Außenreporter er in Bonn von 1975 bis 1978 war. 1979–1986 war er Präsident des ungarischen Fußballverbandes (Magyar Labdarúgó Szövetség). In seiner Amtszeit nahm Ungarn 1986 in Mexiko das letzte Mal an einer Fußball-Weltmeisterschaft teil. Szepesi kommentierte insgesamt elf Fußball-Weltmeisterschaften von 1954 bis 2010 und die Olympischen Sommerspiele von 1948 bis 2012.
György Szepesi starb am 25. Juli 2018 in Budapest und ist im Farkasréti Friedhof beerdigt.

## Auszeichnungen
- Olympischer Orden (1995)
- Ehrenbürger von Budapest (2005)[5]
- Ungarischer Verdienstorden (2005)
- FIFA-Verdienstorden (2012)[6]